# Акбулакский сельский округ (Северо-Казахстанская область)
Акбулакский сельский округ (каз. Ақбұлақ ауылдық округі) — административная единица в составе Уалихановского района Северо-Казахстанской области Казахстана. Административный центр — село Акбулак.
Население — 1307 человек (2009, 1914 в 1999, 2992 в 1989).

## Этнокультурные объединения
- С 19 января 2009 года в округе функционирует этнокультурный центр «Сударушка»
- С 15 февраля 2009 года в округе функционирует этнокультурный центр «Шапагат»[3].

## Состав
В состав сельского округа была включена территория ликвидированного Силектинского сельского совета (сёла Молодая Гвардия, Карашилик, Солнечный). До 2010 года сельский округ назывался Чеховским.
В состав округа входят такие населенные пункты:
| Населенный пункт | Население, человек (1989) | Население, человек (1999) | Население, человек (2009) |
| ---------------- | ------------------------- | ------------------------- | ------------------------- |
| Акбулак, село    | 1125                      | 821                       | 639                       |
| Карашилик, село  | 682                       | 391                       | 207                       |
| Жас Улан, село   | 1133                      | 702                       | 461                       |
| Солнечный, село  | 52                        | -                         | -                         |